# Inmigración alemana en Venezuela
Los germano-venezolanos son ciudadanos de Venezuela que poseen ascendencia germana o de lengua común alemana. Descendientes de múltiples generaciones de alemanes, suizos, austríacos; así como también checos, polacos, italianos tiroleses, franceses alsacianos, belgas y daneses que hablan alemán como lengua materna, que a su vez tienen la nacionalidad venezolana. La mayoría de ellos viven en Maracaibo, Caracas, Valencia, Maracay, Colonia agrícola de Turén (Estado Portuguesa), El Jarillo y la Colonia Tovar donde una reducida minoría en declive habla el alemán coloniero, un dialecto derivado de sus ancestros, y con un creciente auge en el uso del idioma español.

## Historia

### Primeros intentos de colonización
Llegada de los Welser de Augsburgo

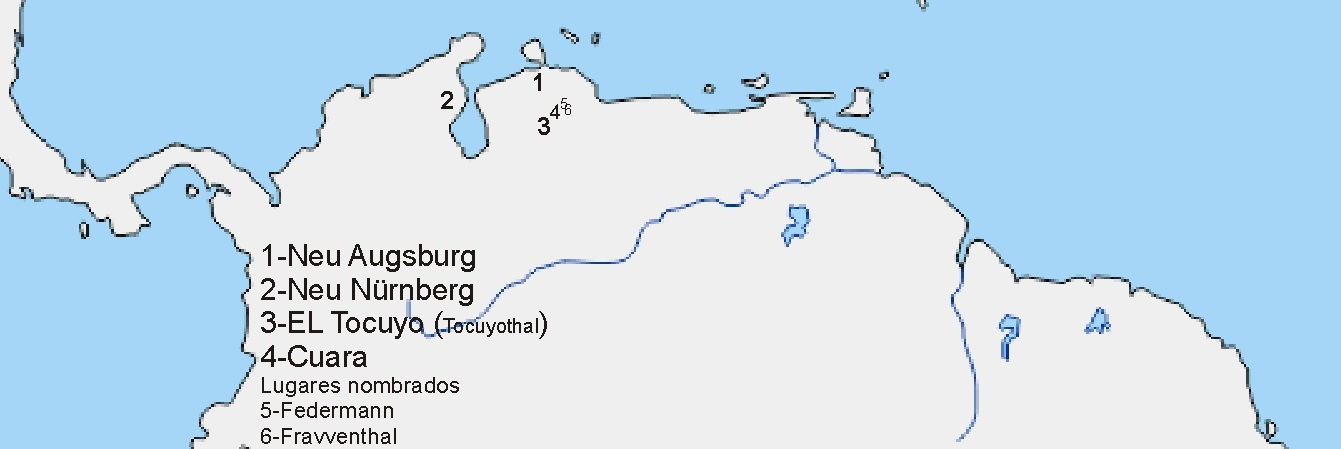
Algunas ciudades y sitios fundadas/empleados durante el período de los Welser en Welserland/Klein Venedig

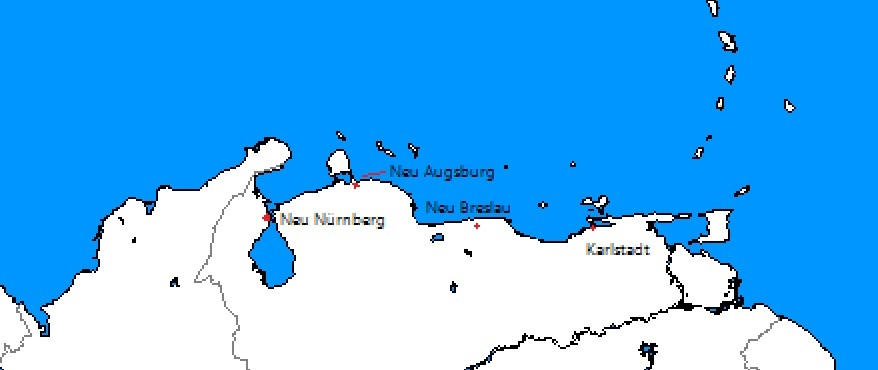
Welserland/Klein Venedig con algunas ciudades fundadas por los Welser

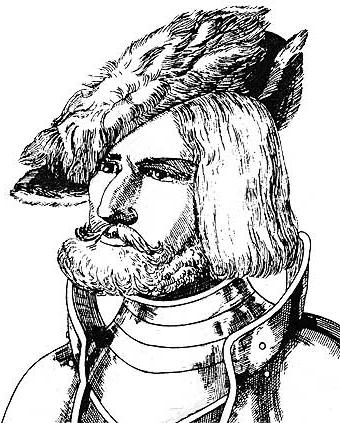
Nicolas Federmann, natural de Ulm, Suábia. Gobernador de la provincia

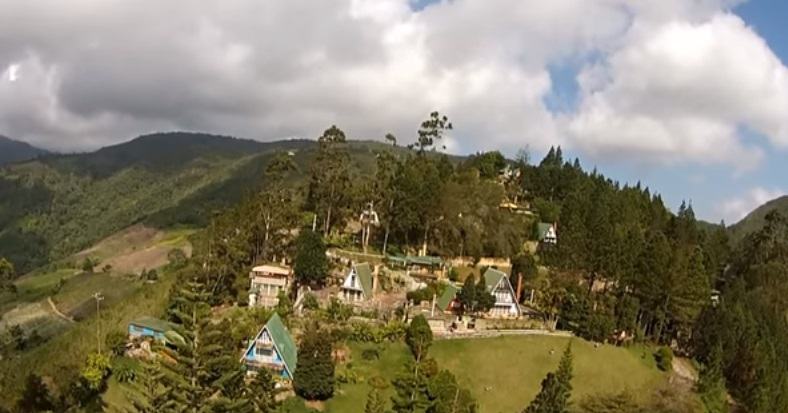
Guayamure via Río Claro, Lara.

En 1528 el rey español Carlos I, a su vez Carlos V Emperador del Sacro Imperio Romano Germánico, concedió los derechos a la familia Welser de Augsburgo, para colonizar la provincia de Venezuela. En las capitulaciones se habían comprometido a fundar 2 pueblos, construir 3 fortalezas, introducir mineros y prestar auxilio militar al gobernador de Santa Marta. Así que los Welser controlando dicho privilegio establecieron un plan de colonización y enviaron a Ambrosius Ehinger (Ambrosio Alfinger) como gobernador a Santa Ana de Coro la capital de la Provincia de Venezuela (Klein-Venedig en alemán) o Welserland, como también se le conoció dentro del territorio del Sacro Imperio Romano Germánico.  El 7 de octubre de 1528, Ehinger dejó Sevilla con el español García de Lerma y 281 colonos dirigiéndose hacia la costa venezolana, donde llegaron el 24 de febrero de 1529. A partir de Coro (Neu-Augsburg en alemán), Ehinger exploró el interior del territorio en busca de El Dorado, una legendaria ciudad de oro, cuyo mito había sido desarrollado por los españoles. El 8 de septiembre de 1529 Ehinger fundó la colonia de Nueva Núremberg (en alemán: Neu-Nürnberg), y/o Nueva Ulma (Neu Ulm) hoy día conocida como Maracaibo.
Luego de los reiterados intentos poco exitosos de Nikolaus Federman y George von Speier para consolidar un gobierno estable en la provincia, el asesinato de Felipe Von Hutten y Bartolomé Welser, el descontento de los castellanos que habitaban Coro y acusaciones de diversa índole, el Consejo de Indias retiró la concesión a los Welser en 1546 por incumplimiento del contrato de arrendamiento, donde se incluía la fundación de varias ciudades, varios fuertes y la obligatoriedad de extender el cristianismo entre los indígenas. La lengua de los Welsares, el alemán, fue otro motivo de conflictos, en muchas oportunidades fue necesario la presencia de intérpretes entre colonos y gobernadores, los libros de las deudas estaban escritos en alemán; por lo que los españoles no podían controlar ingresos y egresos. La Compañía Welser siguió en litigio por 13 años más, tiempo en el cual los pocos alemanes que quedaron en Venezuela disfrutaron de ciertos privilegios hasta que en 1556 les revocaron la potestad sobre Venezuela.
También, se cuenta sobre el Selze Coriano o Sülze un plato a base de carne de cerdo traído al estado Falcón por estos alemanes
El libro "Alemanes en las regiones equinocciales:" , así como también el libro "The Fatherland" 
 proporciona de forma más detallada un poco de información sobre esta historia fascinante y oculta de Venezuela.
El Tocuyo: primeros habitantes germánicos
Luego se fundó la ciudad de El Tocuyo en 1545 en el Estado Lara, Juan de Carvajal se asentó con un mayor número de españoles, así como muy pocos alemanes, flamencos y suizos quienes ya no estaba a favor de los Welzares (Welsares). 
.
Entre los primeros teutones vecinos que habitaron EL Tocuyo estaban:
Pedro Biltre o Viltre: (quien luego se mudó a Nueva Segovia de Barquisimeto).
Maria Mäquel: hija del minero alemán Urbano Mäquel, natural de Strigue o Strige. Casada con un zapatero Francisco Zaratán, un criado de Juan de Villegas, posteriormente castizo su apellido a Mecle.
Franz Lebzelter: oriundo de Ulm, Alemania. 
Bernaldo Heslin: natural de Norte de Bélgica
Melchior Grübel: natural de Sankt Gallen o San Gall, Suiza
Leonhard Grübel: primer infante germánico en Venezuela, probablemente huérfano de madre quien llegó junto a su padre Melchior Grübel y natural de Sankt Gallen o San Gall, Suiza  .
 Beatriz Grübel: Hija de Melchior Grübel, probablemente nacida en Coro.
Guillermo Platin: probablemente natural de Norte de Bélgica
Gaspar Flemish
George Flamenco: natural de Norte de Bélgica
Liben de Grave
Cuara: considerado primer asentamiento alemán en Venezuela
Por otra parte, se hace referencia a dos poblados conocidos como Cuara. Uno ubicado al sur del Valle de Quibor (Estado Lara)
 y otro entre Urachiche y San Pablo (Estado Yaracuy) hoy día conocido como Campo Elías y Guama, donde los pobladores sostienen que son descendientes de tales alemanes que llegaron a Venezuela aproximadamente 500 años atrás. No hay mucha documentación fidedigna al respecto. 
Hay una tradición local acerca de José Antonio Páez Herrera (Primer Presidente de Venezuela en 1830), en la que se afirma que su madre María Violante Herrera nació en Cuara (Estado Lara). La llamaban la catira de los ojos azules.
Toponimicos tudescos en la geografía centroccidental

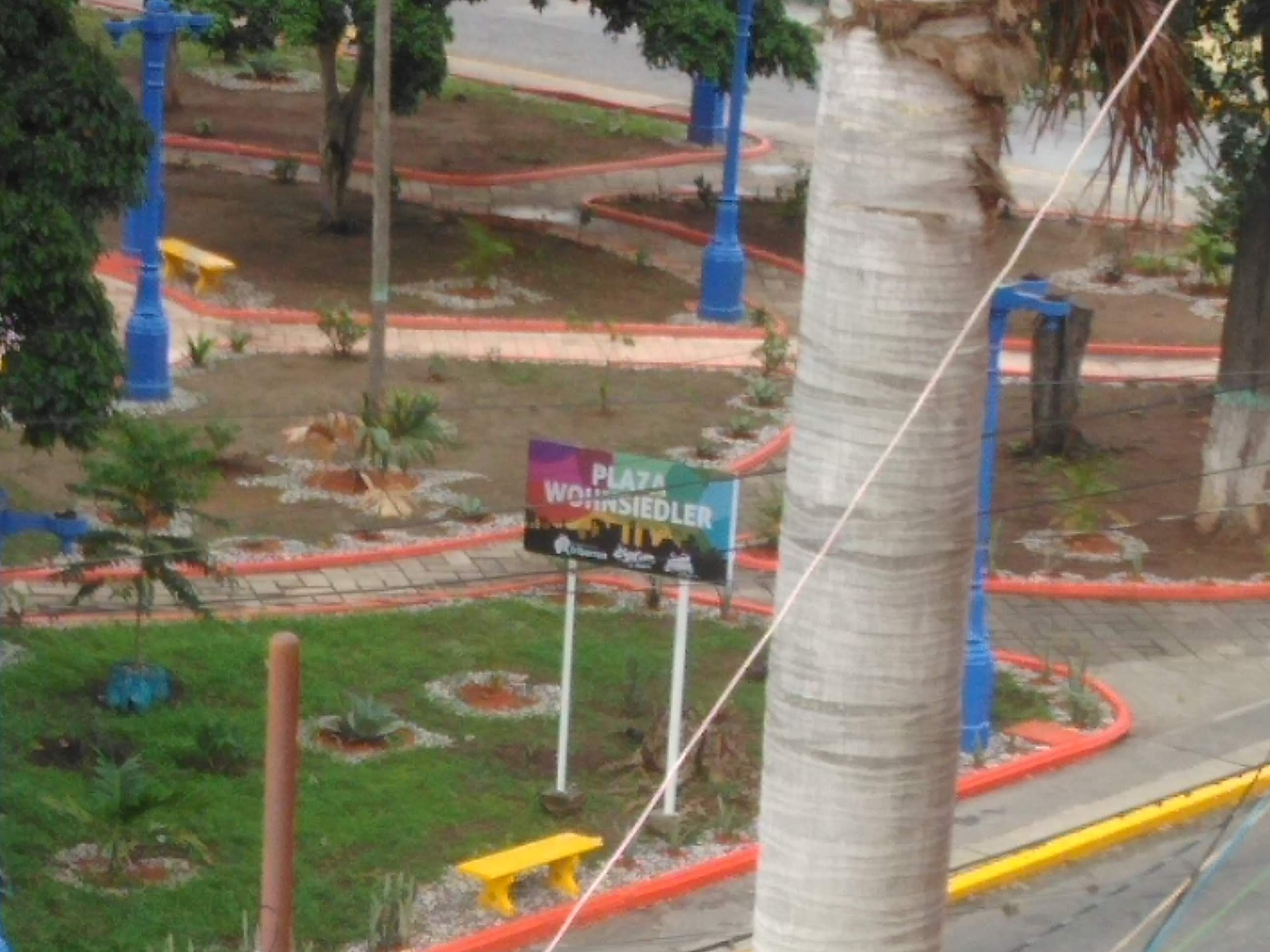
Plaza Wohnsiedler

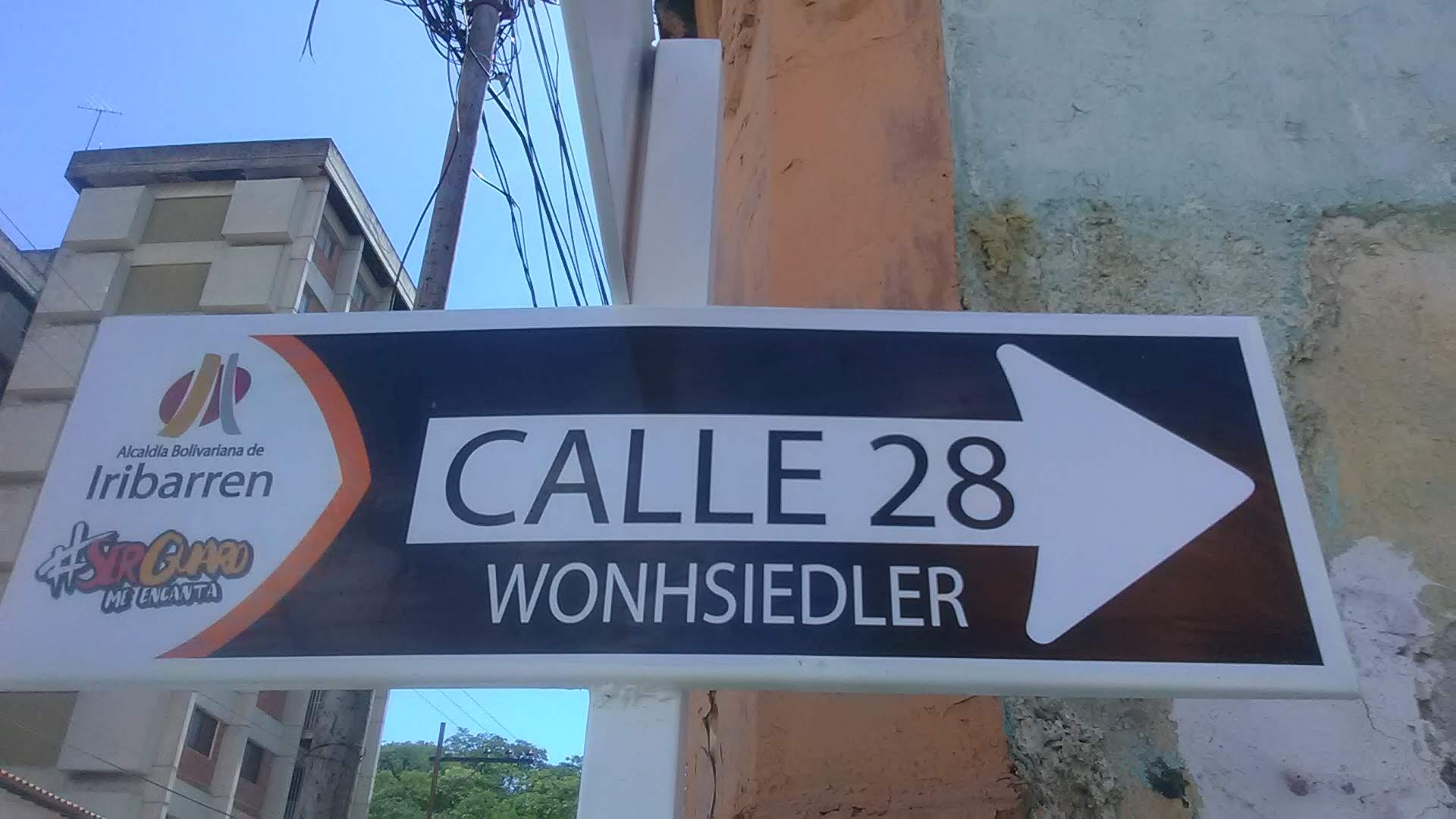
Calle 28 - Wohnsiedler, ubicada en el centro de Barquisimeto.

- Posesión Federmann o Sabana de Federmann[43] en el norte de Barquisimeto, Estado Lara.

- Quebrada de Hutten,[44] cercano a La Vela de Coro y Puerto Cumarébo, Estado Falcón.

- Alemán,[45][46] cerca de Carora en el Municipio Torres, Estado Lara.

- Urbanización Los Welsares en Cuara, Municipio Jimenez, Estado Lara.

- Plaza Wohnsiedler en Barquisimeto, Estado Lara.

- Calle 28 - Wohnsiedler, Barquisimeto, Estado Lara

### Fundación de Colonia Tovar y El Jarillo

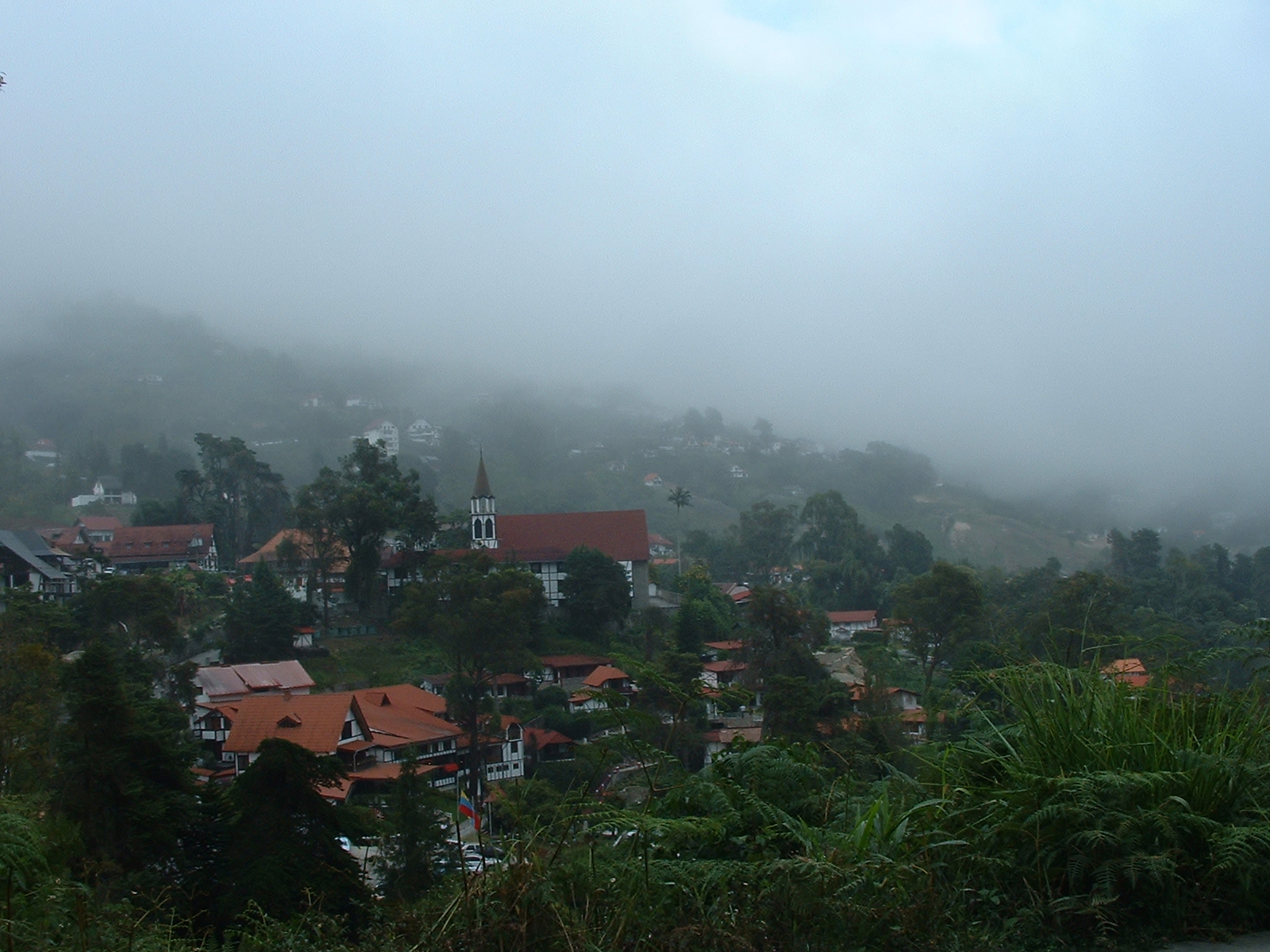
Colonia Tovar

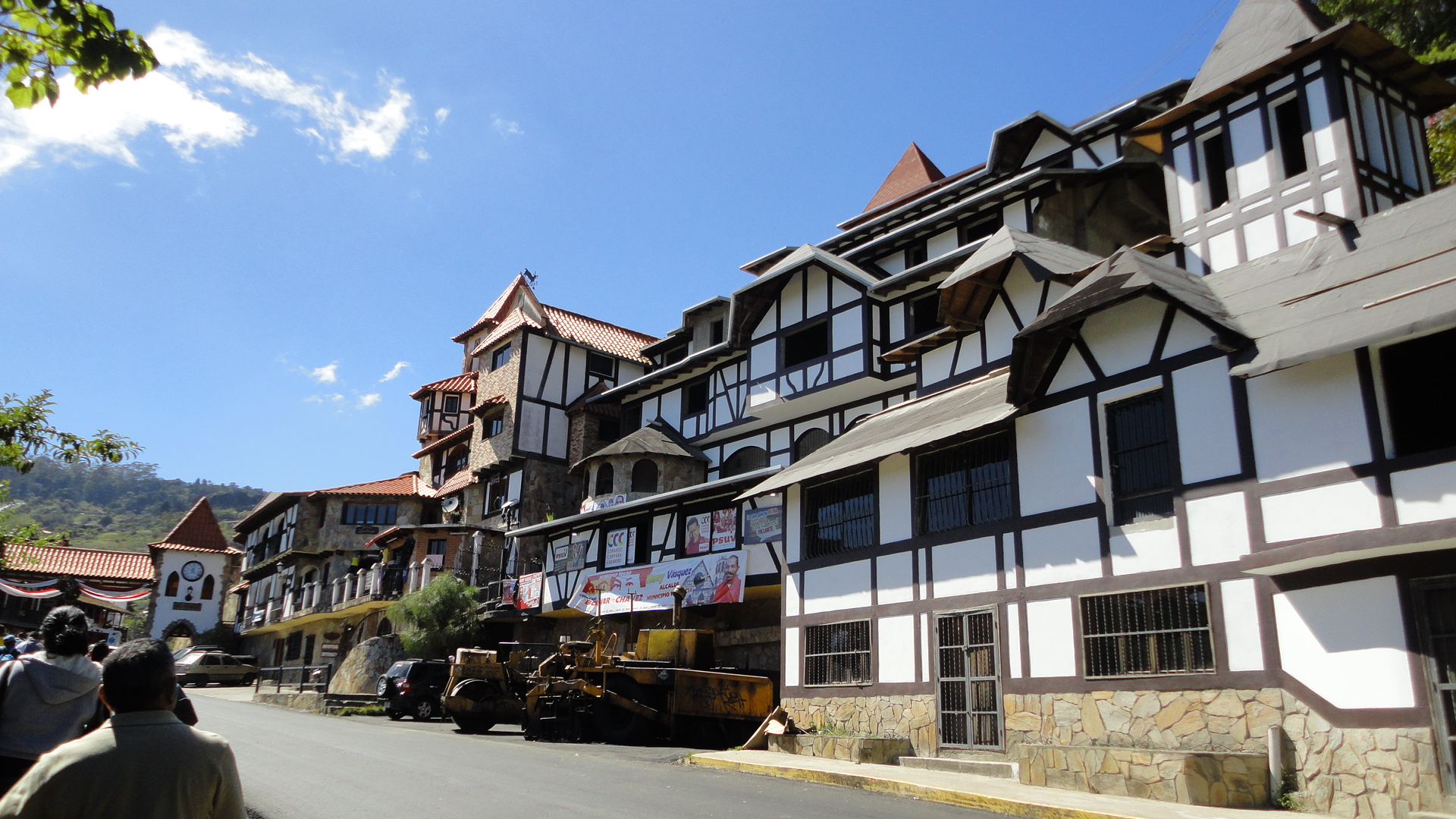
Colonia Tovar

#### Colonia Tovar
Además de los primeros intentos de colonización en el siglo XVI, los alemanes no tendían a emigrar a Venezuela hasta 1842. Entre 1814 y 1842, algunas regiones de Alemania sufrieron grandes pérdidas económicas, mientras que sus habitantes estaban pagando altos tributos. Este conjunto de razones causó una gran depresión económica, lo que provocó que muchos alemanes sumidos en la miseria desearan emigrar para salir de la pobreza. A todo esto hay que añadir que los alemanes tenían una excelente reputación como colonos. Esta imagen positiva fue creada por los pioneros en Brasil. Por otro lado, Venezuela a principios del siglo XIX, no tenía mucho peso político, por lo que no había que temer ninguna interferencia de su parte.
Durante el segundo gobierno de José Antonio Páez, en 1840, el Congreso promulgó en mayo de ese año una nueva Ley de Inmigración que preveía una política de intercambios económicos y culturales entre Venezuela y Europa. Los empresarios obtuvieron créditos con la condición de traer inmigrantes durante un período de dos años. Dado el enorme déficit de población que existía en ese momento en Venezuela, el Ministro del Interior de aquel momento, Ángel Quintero, pide colaboración al coronel Agustín Codazzi (viajero y geógrafo) para indicar que las tierras en Venezuela podrían ser elegible para atraer inmigrantes europeos con el fin de aumentar la productividad del país. Codazzi pensó desde el principio en Alemania, debido a su situación económica. Junto con Alexander Benitz comenzó a planear una inmigración organizada. Codazzi hizo exploraciones en diversos campos de propiedad de la familia del Conde Tovar, quienes se habían ofrecido a donarlos para establecer una colonia. Por lo tanto, Codazzi comenzó una propaganda en Alemania con el apoyo de Alejandro von Humboldt para conseguir que se unan al proyecto un grupo de personas y él eligió a familias de artesanos y agricultores del Prussia – Schonaich  y del Gran Ducado de Baden y sus alrededores, sobre todo de Endingen am Kaiserstuhl. El 14 de octubre de 1841, 374 personas llegaron formalmente a Choroní estableciéndose luego de un periodo de cuarentena en la actual Colonia Tovar, con las típicas edificaciones y estilo de vida europeo particular. Se formó una compañía que tenía como socios a Agustín Codazzi y Ramón Díaz, y como garante a Martín Tovar y Ponte. Ese mismo año se comenzó a trabajar en terrenos donados por Manuel Felipe Tovar y que servirían como el hogar de los inmigrantes alemanes. Una vez en Tovar, encontraron que de las ochenta casas prometidas se habían construido solo veinte. Además, las tierras habían sido asignadas para ser deforestadas. Tampoco había un camino de acceso. El administrador de los colonos explotó la mano de obra y les impidió abandonar la colonia. La situación no mejoraría hasta que en 1845 el gobierno despidió al administrador de su cargo. En 1852 transfirió el territorio a las familias de la colonia.

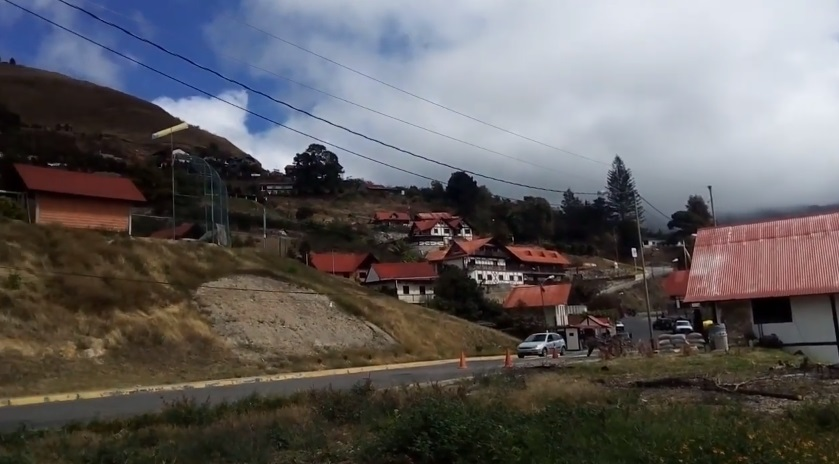
El Jarillo

#### El Jarillo
Por el año 1890 los hermanos Gregorio y Emilio Breindenbach Feussner (provenientes de la región de Erfurtshausen, Hessen) quienes deciden radicarse aparte viendo que estas tierras poseían las condiciones perfectas para las labores agrícolas. El Jarillo fue fundada el 14 de noviembre de 1890. Los hermanos Breindembach decidieron llamarlo así por la abundancia de un árbol de la zona, cuyas flores blancas tienen forma de jarros o jarrillos. El poblado esta distribuido de forma irregular sobre una ladera semimontañosa,  con pequeñas sabanas inclinadas y abruptos riscos que recuerdan la hermosa geografía andina.
La actividad económica principal es la agricultura, principalmente la plantación del durazno; para la cual, extensas zonas de laderas son labradas con equipos semirudimentarios, pero bien adaptados al tipo de cultivo y a la topografía del lugar.

### Refugiados alemanes en la Colonia Agrícola Turén

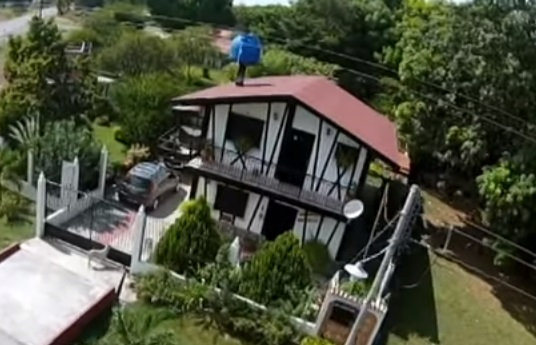
Turén, Venezuela

Turén es un pueblo en el Estado Portuguesa la cual fue escenario de la llegada de inmigrantes europeos, en particular alemanes al final de la Segunda Guerra Mundial. Durante el siglo XX viene a Venezuela un grupo de colonos alemanes, muchos de ellos refugiados y se establecen en la Colonia agrícola de Turén en el estado Portuguesa, entre los años de 1951 a 1954; acogiendo así desde su fundación a 53 familias de origen alemán.

Como dato interesante y para tener una idea de la mezcla de culturas en este lugar del Estado Portuguesa, existe una lista de apellidos de pobladores llegados de Europa y que se establecieron en La Colonia, algunos desde su fundación, otros posteriormente. Apellidos de origen alemán: Blechner, Blechinger, Blumhagen, Kornett, Martin, Mirwald, Petschner, Weber, Schumacher y Schwab. Apellidos de origen polaco: Frankowski, Knobelsdorf.
Como testimonio a este pequeña pero activa comunidad alemana en el Estado Portuguesa, se ha establecido instituciones, como por ejemplo la Iglesia Luterana que ofrece servicios religiosos en el idioma alemán, mas no con mucha frecuencia.

### Los Gaúchos o Hunsriqueanos
Muy poco se conoce de este grupo germánico que proceden desde el estado de Río Grande del Sur (al sur de Brasil). Los estados meridionales de Brasil, Santa Catarina y Río Grande del Sur, región que desde mediados del siglo IXX fueron colonizados en su mayor parte por inmigrantes provenientes de Hunsrück, estado Renania-Palatinado en Alemania; así como también de Venecia, Región Véneto en Italia. La población gaucho-alemana o hunsriqueana en Brasil suma aproximadamene 7 millones de personas. Varios centenares de miles de personas aun mantienen el uso del idioma  alemán hunsriqueano o hunsrik una variante del idioma alemán brasileño. Con el paso de las décadas siguientes, de allí se desplazaron a otros estados de Brasil, así como también a Hohenau y sus alrededores en Paraguay y también Provincia de Misiones en Argentina. Mientras que los veneto-descendientes suman unas 500 mil personas, mantienendo su dialecto  local Talian, que involucra préstamos del dialecto alemán Pladen que se habla en el Norte de Italia.
"Los Gaúchos en Venezuela"  no fue un proceso de colonización, sino un intento de inmigración en el sur del estado Anzoátegui, y el estado Monagas en el año 2000, y sumaban no más de 10 inmigrantes gaúchos o descendientes de alemanes hunsriqueanos, que además de portugués, hablaban en el dialecto alemán Hunsriqueano.  Muchos de ellos retornaron luego a su tierra de origen 
Ijuí,  Jóia e Augusto Pestana; en el estado de Rio Grande do Sul. Otros de los inmigrantes Gaúchos provenían de Catuípe.
Entre los apellidos más sonados de estos gaúchos están Strohschein, y Forgiarini.

## Emigración de Nobleza Alemana
Desde principios de la existencia de Venezuela las familias reales de Alemania ejercían un gran poder e influencia en el territorio nacional. Después de la Guerra de Independencia esa influencia histórica se acentuó con la fundación de la Colonia Tovar y la llegada de inmigrantes alemanes a otras ciudades de Venezuela y se ha convertido en parte importante del tejido social, económico y cultural del país. A principios y mediados de los años la familia de origen real Alemana Suiza más influyente fue la de los Condes de Luxburg, los Príncipes de Schoenaich-Carolath y los Príncipes de Carolath-Beuthen. Entre ellos Karl von Luxburg y Eberhart Horst nacido en Zúrich (Suiza), entre otros.

## Instituciones
Entre las instituciones educativas relacionadas con la inmigración alemana en Venezuela se encuentran:
- Colegio Humboldt (Caracas)
- Colegio La Esperanza (Valencia)[73]
- Colegio Alemán de Maracaibo (Maracaibo)[74]